# Stefano Rijssel
Stefano Rijssel (Paramaribo, 26 marzo 1992) è un ex calciatore surinamese, di ruolo attaccante.

## Carriera

### Nazionale
Tra il 2010 ed il 2019 ha totalizzato complessivamente 36 presenze e 14 reti con la maglia della nazionale surinamese.

## Palmarès

### Club

#### Competizioni nazionali
- Campionato trinidadiano di calcio: 1

W Connection: 2013-2014
- Trinidad & Tobago FA Cup: 1

W Connection: 2013-2014
- Campionato surinamese: 3

Inter Moengotapoe: 2014-2015, 2015-2016, 2016-2017

#### Competizioni internazionali
- CONCACAF Caribbean Club Shield: 1

Robinhood: 2019